# Humza Yousaf
Humza Yousaf   (Glasgow, 7 d'abril de 1985) és un polític escocès d'origen pakistanès i ex primer ministre d'Escòcia. És el primer musulmà i la persona més jove de la història a obtenir el càrrec.
Pertanyent al Partit Nacional Escocès, ha estat Ministre de Justícia des del 26 de juny de 2018 i diputat del Parlament Escocès (MSP) per la circumscripció de Glasgow Pollok des de 2016. Yousaf havia estat MSP prèviament per la regió de Glasgow des del 2011 fins al 2016. Va ser ministre d'Afers Exteriors i Desenvolupament Internacional des de 2012 fins al 2014 i ministre d'Europa i Desenvolupament Internacional des del 2014 fins al 2016. A més, va ser ministre de Transport i les Illes entre 2016 i 2018.
El 15 de febrer del 2023, atesa la dimissió de Nicola Sturgeon com a primera ministra d'Escòcia, va passar a ser considerat un possible successor seu, juntament amb Màiri McAllan, Angus Robertson, Kate Forbes, John Swinney, Neil Gray i Keith Brown, i va assumir el càrrec el 29 de març de 2023, però va dimitir el 29 d'abril de 2024 després de trencar el govern amb el Partit Verd Escocès per l'abandonament del compromís de reduir les emissions de gasos d'efecte hivernacle en un 75% per al 2023, i per la presentació d'una moció de censura per part del Partit Conservador Escocès i el Partit Laborista Escocès.